# Tamara Dawydienko
Tamara Wiktorowna Dawydienko (ros. Тамара Викторовна Давыденко; ur. 8 czerwca 1975 w Pińsku) – białoruska wioślarka. Brązowa medalistka olimpijska z Atlanty.
Zawody w 1996 były jej jedynymi igrzyskami olimpijskimi. Brązowy medal w 1996 wywalczyła w ósemce. Na mistrzostwach świata zdobyła dla Białorusi brązowy krążek w czwórce bez sternika w 1995. 